# Сухорабовка (Полтавская область)
Сухорабовка (укр. Сухорабівка) — село,
Сухорабовский сельский совет,
Решетиловский район,
Полтавская область,
Украина.
Код КОАТУУ — 5324285001. Население по переписи 2001 года составляло 996 человек.
Является административным центром Сухорабовского сельского совета, в который, кроме того, входят сёла
Березняки и
Подок.
В центральном государственном историческом архиве Украине в городе Киеве имеется исповедная ведомость за 1741 год

## Географическое положение
Село Сухорабовка находится на левом берегу реки Псёл,
выше по течению на расстоянии в 4 км расположено село Каленики,
ниже по течению на расстоянии в 2 км расположено село Березняки.
Местность вокруг села частично заболочена.

## Экономика
- Санаторий «Рассвет» (дети 5—16 лет).
- «Сухорабовское», ЧП.
- «НИБУЛОН», ООО.
- Сухорабовская ГЭС.
- Аграрник LTD ООО.

## Объекты социальной сферы
- Школа.
- Амбулатория.

## Достопримечательности
- Братская могила советских воинов.

## Персоналии
- Карейша, Сергей Демьянович — русский инженер-путеец, крупный учёный. Родился в селе Сухорабовка.